# エドゥアルド・ナープラヴニーク
エドゥアルド・フランツェヴィチ・ナープラヴニーク（チェコ語: Eduard Francevič Nápravník,　ロシア語: Эдуа́рд Фра́нцевич Напра́вник, 1839年8月24日 ボヘミア地方ビーシチ（Býšť） -  1916年11月23日）はチェコ人の指揮者・作曲家。サンクトペテルブルクのマリインスキー劇場で永年にわたって首席指揮者を務めたことにより有名。リムスキー＝コルサコフやキュイらロシア人作曲家による多くのオペラを初演した。

## 経歴
14歳で孤児となったため、地元の教会でオルガンを演奏して生計を立てるようになる。1854年にプラハのオルガン学校に入学し、教師の温情によって学業を続けることができた。1861年にロシアから招かれ、サンクトペテルブルクでユスポフ大公（悪名高いフェリックス・ユスポフ公とは別人）の私設オーケストラの指揮者の地位を得た。1864年からロシア音楽協会の演奏会に指揮者として登場し、1869年からはミリイ・バラキレフの後任として同音楽協会の常任指揮者（1881年まで）およびマリインスキー劇場の首席指揮者となる。
ロシア・オペラ界における活躍のほかに、チャイコフスキーの弦楽セレナーデの公開初演（1881年）など、器楽曲の指揮にも携わった。自作もオペラや舞台音楽が数多いが、交響曲や管弦楽曲、室内楽曲やピアノ曲もいくつか遺している。1914年に健康を害して、それ以上の活動を続けることができなくなった。また、チャイコフスキーの交響曲 第6番「悲愴」は、ナープラヴニークによる改訂稿が一般に使用されている。
ナープラヴニークの死後、家族は1917年5月に外国に去り、最終的にベルギーに落ち着いた。息子のヴラディーミルは、ロシア語で父親の評伝を執筆している。
出身地であるビーシチ村の学校は、こんにちナプラヴニークの名を掲げている。

## 作品

### 器楽曲
- 祝賀行進曲（ロシアの主題とフリードリヒ大王の主題による）
- ピアノと管弦楽のための《交響協奏曲》イ短調 Op.27
- ピアノと管弦楽のための《ロシア幻想曲》ロ短調 Op.39
- チェロとピアノのための組曲 Op.29

### 歌劇
- Nizhegorodtzy (1867年)
- Harold (1884年)
- 『ドゥブロフスキー』Dubrovsky (1895年)：間奏曲が有名
- Francesca da Rimini (1902年)

## 関連著作
- Направник В. Э., Эдуард Францевич Направник и его современники, Музыка, 1991 г. (ISBN 5714004124) [ヴラディミール・ナープラヴニーク『エドゥアルド・フランツェヴィチ・ナープラヴニークと彼の同時代人たち』、音楽社(ムズィカ)、 1991年]
- Михеева Л. В., Э. Ф. Направник, М., 1985 г. [ミヘーエヴァ L. V.『エドゥアルド・フランツェヴィチ・ナープラヴニーク』モスクワ、1985年]